# الشعبين (يريم)

تعديل مصدري - تعديل

الشعبين محلة تابعة لقرية الجبجب، التابعة لعزلة خودان بمديرية يريم إحدى مديريات محافظة إب في الجمهورية اليمنية.، بلغ تعداد سكانها 21 حسب تعداد اليمن لعام 2004.